# 角田岬灯台
角田岬灯台（かくだみさきとうだい）は、新潟県新潟市西蒲区の角田浜に所在する灯台である。

## 概要
角田山の中腹の角田岬に位置している。日本の灯台では珍しく、海水浴場に隣接している。

## 周辺
灯台の下には水中自破砕溶岩が見られる。また、灯台付近には、源義経が源頼朝に追われ、奥州平泉に海路で落ちて逃れる際に舟と一緒に隠れたとされる「判官舟かくし」と呼ばれる洞窟がある。